# Кабина машиниста

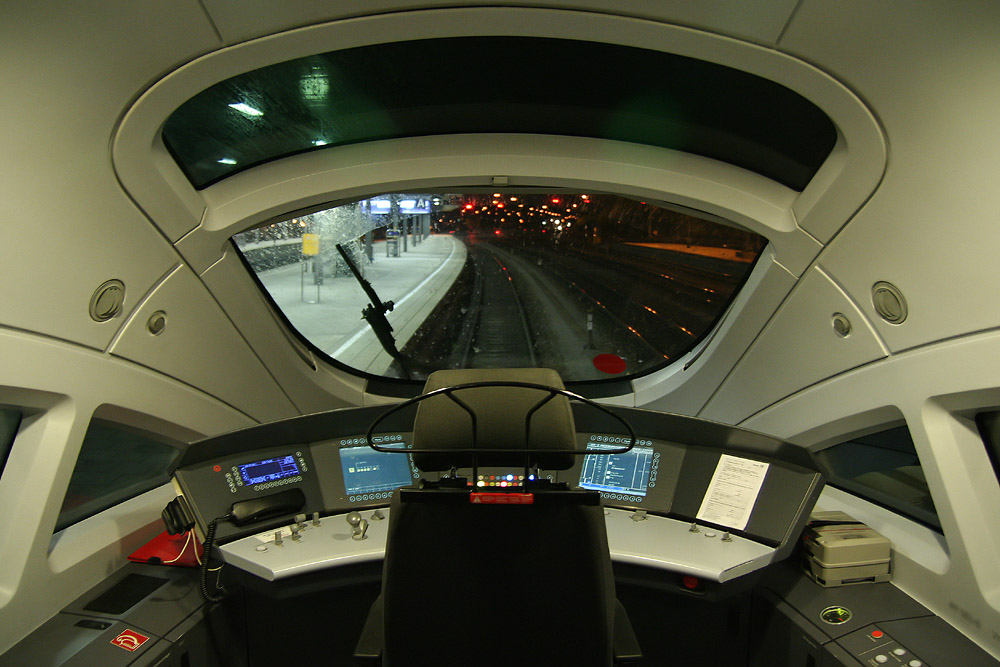
Кабина машиниста скоростного электропоезда ICE 3

Каби́на машини́ста — специальное отдельное помещение на локомотиве, которое служит рабочим местом локомотивной бригады и в котором расположены главные элементы управления, аппаратура и приборы, необходимые для обслуживания силовой установки (паровой котёл, дизель) и для регулирования работы двигателей (паровая машина, тяговые электродвигатели). 
На паровозах кабину машиниста называют будкой машиниста, на моторвагонном подвижном составе — постом управления.

## Конструкция
Современная кабина машиниста является одним из основных узлов локомотива. В ней локомотивная бригада проводит по несколько часов подряд, поэтому создание для неё необходимых удобств положительно сказывается на безопасности на железнодорожном транспорте.
Стены кабины тепло- и звукоизолированы мипорой, матами из капронового волокна или полистирольным пенопластом и обшиты твёрдой древесноволокнистой плитой, бумажно-слоистым пластиком, профильными алюминиевыми листами. Настил пола кабины выполнен из фанерных листов и покрыт линолеумом. Для доступа к трубопроводам и проводам электропроводки в полу имеются металлические лючки.  Для остекления окон используются безосколочные стёкла (триплекс). Боковые окна раздвижные, имеют поворотные предохранительные щитки (ветрорезы). В кабине машиниста обычно располагается следующее оборудование:
- Пульт управления машиниста, контроллер машиниста.
- Пульт управления помощника машиниста.
- Приборы управления тормозами: кран машиниста, кран вспомогательного тормоза, блокировочное устройство, кран двойной тяги.
- Клапаны управления тифоном, свистком, песочницей.
- Привод ручного тормоза.
- Регулятор давления.
- Прожектор.
- Приборы безопасности: АЛСН, скоростемер, электропневматический клапан автостопа, дополнительные устройства безопасности.
- Пульт управления радиостанцией.
- Сиденье машиниста, сиденье помощника машиниста.
- Печи отопления, калорифер обдува лобовых окон, вентиляционные устройства, кондиционер.
- Потолочные светильники, лампы подсветки документов и подсветки измерительных приборов.
- Теневые щитки или шторки.

На панели пульта машиниста находятся кнопочные выключатели, сигнальные лампы и измерительные приборы:
- Вольтметр напряжения в контактной сети (на электровозах), вольтметр напряжения на тяговых электродвигателях, амперметры тока тяговых электродвигателей (отдельно на каждую секцию), амперметр тока возбуждения тяговых электродвигателей.
- Манометры: главного резервуара, уравнительного резервуара, тормозной магистрали, тормозных цилиндров.

На пульте помощника машиниста находятся кнопочные выключатели, вольтметр напряжения на аккумуляторной батарее и в цепях управления, манометр давления сжатого воздуха в цепях электрических аппаратов.
В кабине тепловозов дополнительно установлены измерительные приборы: вольтметр напряжения тягового генератора и амперметр тока нагрузки тягового генератора, электротермометры температуры воды и масла дизеля, электроманометры давления масла дизеля.